# São João da Paraúna
São João da Paraúna is een gemeente in de Braziliaanse deelstaat Goiás. De gemeente telt 1.672 inwoners (schatting 2009).